# ADAC
Загальнонімецький автомобільний клуб (нім. Allgemeiner Deutscher Automobil-Club e.V. — скор. ADAC) — найбільша громадська організація автомобілістів Німеччини та Європи. Основне завдання клубу — технічна, інформаційна та юридична допомога автомобілістам. Штаб-квартира розташована в Мюнхені.

## Історія та діяльність
ADAC був заснований 24 травня 1903 року в готелі «Silber» в Штутгарті під назвою «Німецька асоціація мотоциклістів», а в 1911 році назву було змінено на «Загальнонімецький автомобільний клуб» (ADAC).
Геральдичною твариною для ADAC був обраний пруський орел з нагоди підтримки останнього німецького імператора та пруського короля Вільгельма II.
ADAC є членом FIA та організовує автомобільні перегони «Формула-1 — Гран-прі Європи» та «24 години Нюрбургрингу» та ін.
ADAC є мажоритарним власником комерційного підприємства ADAC SE. До його складу входять 27 дочірніх та асоційованих компаній, включаючи ADAC Versicherung AG, ADAC Finanzdienste GmbH, ADAC Autovermietung GmbH та ADAC Service GmbH. У 2018 році підприємство отримало прибуток у розмірі 77,1 млн євро.
Крім того, клуб керує найбільшим парком рятувальних вертольотів у Німеччині через неприбуткову філію ADAC Luftrettung gGmbH. Повітряно-рятувальні вертольоти ADAC виконали близько 54 000 місій у 2019 році.
Станом на кінець 2019 року в клубі налічується близько 21 мільйона членів. Це другий за кількістю членів автоклуб в світі після Американської автомобільної асоціації.

## Галерея
|                              |
| Будівля головного офісу ADAC |

|                     |
| «Жовтий ангел» ADAC |

|                                                |
| Eurocopter EC145 (Рятувальний гелікоптер ADAC) |

|                                       |
| Fairchild Dornier 328JET — літак ADAC |